# Superman (album Barbry Streisand)
Superman – album amerykańskiej piosenkarki Barbry Streisand, wydany w 1977 roku. Płyta dotarła do miejsca 3. amerykańskiego zestawienia Billboard 200 i uzyskała w USA status podwójnie platynowej.
Płytę promował singel „My Heart Belongs to Me”, który uplasował się w top 5 list przebojów w USA i Kanadzie.

## Lista utworów
Strona A
| 1. | „Superman”                    | 2:47  |
|    |                               |       |
| 2. | „Don’t Believe What You Read” | 3:37  |
|    |                               |       |
| 3. | „Baby Me Baby”                | 4:26  |
|    |                               |       |
| 4. | „I Found You Love”            | 3:50  |
|    |                               |       |
| 5. | „Answer Me”                   | 3:16  |
|    |                               |       |
|    |                               | 17:56 |
|    |                               |       |
Strona B
| 1. | „My Heart Belongs to Me”            | 3:21  |
|    |                                     |       |
| 2. | „Cabin Fever”                       | 3:14  |
|    |                                     |       |
| 3. | „Love Comes from Unexpected Places” | 4:10  |
|    |                                     |       |
| 4. | „New York State of Mind”            | 4:44  |
|    |                                     |       |
| 5. | „Lullaby for Myself”                | 3:17  |
|    |                                     |       |
|    |                                     | 18:46 |
|    |                                     |       |

## Notowania
| Kraj                              | Pozycja |
| --------------------------------- | ------- |
| Australia                         | 11      |
| Kanada                            | 1       |
| Nowa Zelandia (RMNZ)              | 33      |
| Stany Zjednoczone (Billboard 200) | 3       |
| Szwecja (Sverigetopplistan)       | 46      |
| Wielka Brytania (UK Albums Chart) | 32      |

## Certyfikaty
| Kraj                     | Certyfikat          |
| ------------------------ | ------------------- |
| Kanada (Music Canada)    | platynowa płyta     |
| Stany Zjednoczone (RIAA) | 2 × platynowa płyta |